# 全美航空航點
此為全美航空與美國航空合併前的航點列表：
|  | 樞紐航點                |
|  | 重點城市                |
|  | 拓展航點                |
|  | 季節性航點              |
|  | 現以｢全美快線」名義經營 |
|  | 已停航航點              |

## 全球航點
（以英文地名順序編排）